# Troy Brown, Jr.
Troy Randall Brown Jr. (* 28. Juli 1999 in Las Vegas, Nevada) ist ein US-amerikanischer Basketballspieler, der seit 2024 bei Manisa Büyükşehir Belediyespor Kulübü in der Basketbol Süper Ligi unter Vertrag steht.

## Laufbahn
Browns Mutter gehörte zur Leichtathletik-Mannschaft und sein Vater zur Basketball-Mannschaft der Texas A&M University-Kingsville. Nach dem Besuch der Centennial High School in Las Vegas (US-Bundesstaat Nevada) wechselte Brown 2017 an die University of Oregon und entpuppte sich als sofortige Verstärkung der Hochschulmannschaft. Im Laufe der Spielzeit 2017/18 stand der vielseitig einsetzbare Flügelspieler bei seinen sämtlichen 35 Einsätze in der Anfangsaufstellung und erzielte 11,3 Punkte, 6,2 Rebounds und 3,2 Korbvorlagen im Schnitt. Einer seiner Schwachpunkte bei Oregon war sein Distanzwurf, er traf dort lediglich 29 Prozent seiner Dreipunktwürfe.
Im April 2018 gab Brown bekannt, die Hochschulmannschaft zu verlassen und einen Wechsel in die NBA anzustreben. Beim Draft-Verfahren im Juni 2018 sicherten sich die Washington Wizards in der ersten Auswahlrunde an 15. Stelle die Rechte an Brown. Ende März 2021 wurde er an die Chicago Bulls abgegeben. In 66 Einsätzen erzielte er für Chicago im Mittel 4,3 Punkte je Begegnung.
Im Juni 2022 nahmen ihn die Los Angeles Lakers unter Vertrag. Für die Kalifornier brachte es Brown während der Spielzeit 2022/23 im Mittel auf 7,1 Punkte je Begegnung. Die Minnesota Timberwolves verpflichteten ihn im Juli 2023.
Im Februar 2024 gab Minnesota den Flügelspieler an den Ligakonkurrenten Detroit Pistons ab. In 22 Spielen für Detroit erzielte er im Durchschnitt 4,2 Punkte je Einsatz. Ende Juni 2024 wurde Brown aus dem Aufgebot gestrichen.
Er nahm im Oktober 2024 ein Angebot des türkischen Erstligisten Manisa Büyükşehir Belediyespor Kulübü an.

## Karriere-Statistiken

### NBA

#### Hauptrunde
| Saison  | Team                 | GP  | GS | MPG  | FG % | 3P % | FT % | RPG | APG | SPG | BPG | PPG  |
| ------- | -------------------- | --- | -- | ---- | ---- | ---- | ---- | --- | --- | --- | --- | ---- |
| 2018–19 | Washington           | 52  | 10 | 14.0 | .415 | .319 | .681 | 2.8 | 1.5 | 0.4 | 0.1 | 4.8  |
| 2019–20 | Washington           | 69  | 22 | 25.2 | .439 | .341 | .784 | 5.6 | 2.6 | 1.2 | 0.1 | 10.4 |
| 2020–21 | Washington / Chicago | 34  | 0  | 15.4 | .431 | .314 | .714 | 3.1 | 0.9 | 0.3 | 0.2 | 4.7  |
| 2021–22 | Chicago              | 66  | 7  | 16.0 | .419 | .353 | .769 | 3.1 | 1.0 | 0.5 | 0.1 | 4.3  |
| Gesamt  | Gesamt               | 221 | 39 | 18.5 | .429 | .337 | .755 | 3.8 | 1.6 | 0.7 | 0.1 | 6.4  |